# Правова система Словаччини
Правова система Словаччини — правова система, що належить до романо-германської правової сім'ї.

## Становлення
Словаччина входить в романо-германську правову сім'ю. Розвиток права Словаччини відбувся під впливом германського права. Також значний вплив на історію розвитку права завдало Угорське королівство, яке володарювало на словацьких землях у період з XI ст. до початку XX ст. Відповідно на цих землях було визначальним угорське право та діяла судова система Угорського королівства.
З початком періоду історії Словаччини в складі Чехословаччини угорське право не змінилося повністю на користь чехословацького, а залишило свій вплив у деяких галузях (наприклад, цивільне право).
Формування теперішньої правової системи розпочалося з заснуванням Словацької Республіки 1 січня 1993 р. Однак, точкою відліку словацької правової традиції можна вважати прийняття Конституції роком раніше — 1 вересня 1992 р. Подальший вектор розвитку Словацької та Чеської Республік вже окремо, але був направлений на реінтеграцію права до романо-германської правової сім'ї, з одночасною відмовою від соціалістичної шляхом запровадження реформ. Але все ще існують деякі моменти з чехословацької традиції.